# Monitor Holter

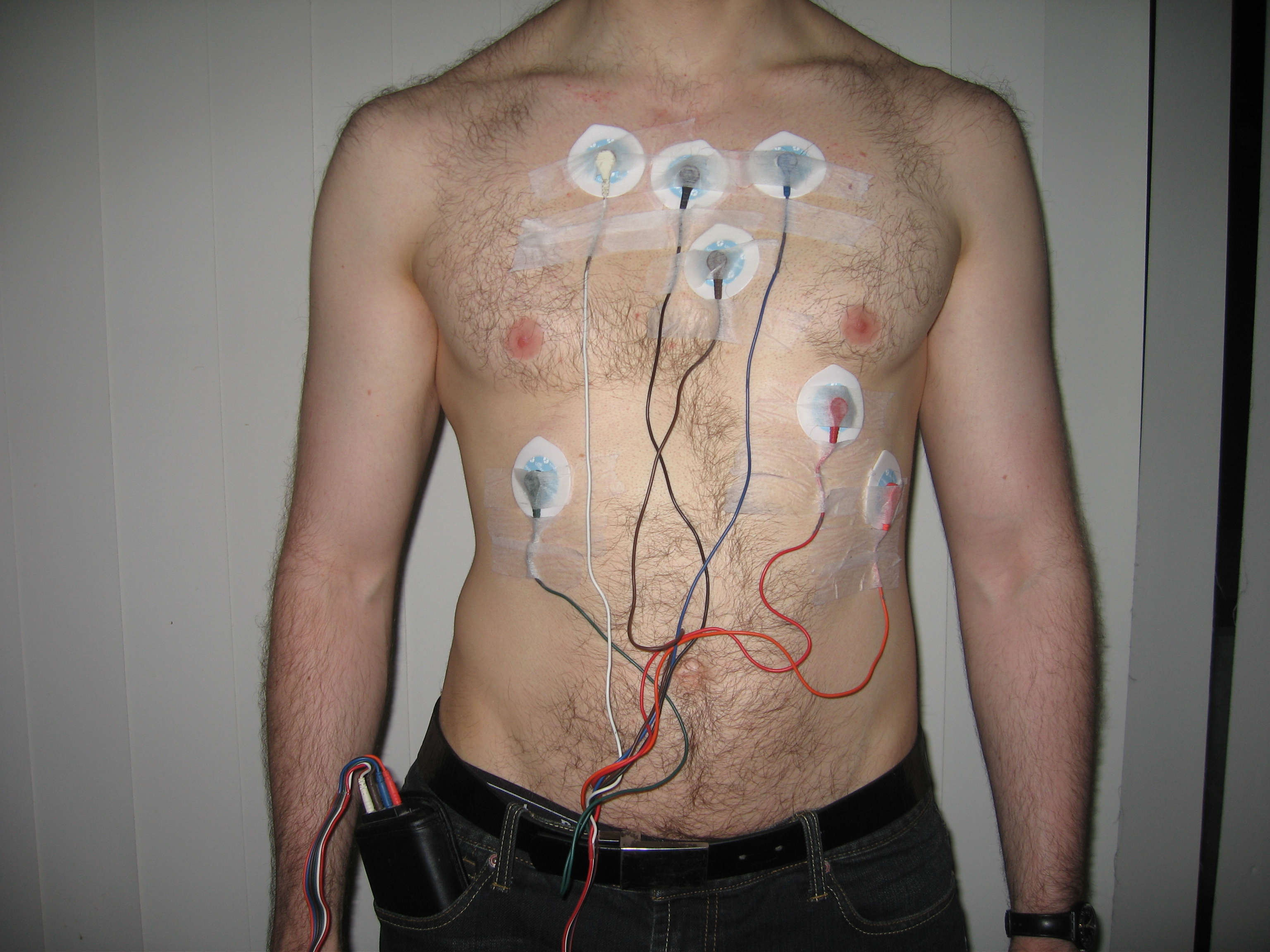
Um monitor Holter e seus eletrodos aplicados em um paciente

Monitor Holter é um dispositivo portátil que monitora continuamente a atividade elétrica cardíaca de pacientes por 24 horas ou mais. Seu período estendido de gravação é muitas vezes útil para observar arritmias cardíacas ocasionais que seriam difíceis de serem identificadas em um período de tempo menor, como em um exame de eletrocardiografia (ECG).
Assim como a eletrocardiografia padrão, o monitor Holter registra os sinais elétricos do coração através de uma série de eletrodos presos ao tórax. O número e a posição dos eletrodos varia de acordo com o modelo do aparelho, mas a maioria dos monitores Holter utilizam três a oito. Estes eletrodos são conectados a cabos que são ligados a um pequeno receptor que é preso ao cinto do paciente, sendo responsável por manter um registro da atividade elétrica cardíaca durante o período de gravação. Há também os dispositivos que se conectam diretamente aos eletrodos, no caso do Holter sem fios.
Os dispositivos antigos costumavam gravar os dados em uma fita cassete. Os modelos mais atuais utilizam dispositivos de memória flash para a armazenagem dos dados e os Holters mais modernos transmitem os dados em tempo real por bluetooth. Os dados são enviados para um programa no computador, ou para uma plataforma em nuvem,  para análise completa do ECG, calculando estatísticas como frequências cardíacas média, mínima e máxima, identificando taquicardia (ritmo acelerado do coração), bradicardia (ritmo lento do coração) ou arritmias (ritmo irregular do coração) e procurando áreas candidatas interessantes ao estudo posterior realizado por um médico especialista.
Existem monitores para gravar 24 horas e 30 dias no mercado.

## Diário de eventos
Além de utilizar o dispositivo, para a maioria dos pacientes é solicitada para escrever um diário com suas atividades no papel,  como corridas, sono, sintomas, medicações utilizadas e horários em que ocorrem.
Essa informação é usada pelos médicos e técnicos para rapidamente selecionar, no meio da grande quantidade de dados registrados pelo monitor, áreas de interesse para análise do traçado eletrocardiográfico.
Com o avanço da tecnologia, os Holter IoT têm aplicativo que permite a anotação das atividades pelo celular, onde o evento já é correlacionado dentro do traçado eletrocardiográfico.

## História
O monitor recebe este nome em homenagem ao seu inventor, Norman J. Holter.
No inicio dos anos de 1950, foram direcionados esforços para desenvolver um monitor cardíaco portátil, assim o monitor Holter foi lançado comercialmente nos anos de 1960.
Ao longo do tempo inovações para melhorar a adesão do paciente e a precisão do exame foram surgindo, até chegarmos nos anos 2.010 com os dispositivo Holter vestíveis e com tecnologia de Inteligência Artificial para análise dos dados.
1. ↑  «Making arrhythmia diagnosis accessible to everyone.». https://www.quore.tech/ (em inglês). Não informado. Consultado em 12 de junho de 2025 Verifique data em: |data= (ajuda)
2. ↑  Kennedy, Harold L. (janeiro de 2006). «The history, science, and innovation of Holter technology». Annals of Noninvasive Electrocardiology: The Official Journal of the International Society for Holter and Noninvasive Electrocardiology, Inc (1): 85–94. ISSN 1082-720X. PMC 6932486. PMID 16472287. doi:10.1111/j.1542-474X.2006.00067.x. Consultado em 12 de junho de 2025
3. ↑  «Heart Monitor Patch & Device for Arrhythmia Detection | Zio® ECG Monitors by iRhythm». www.irhythmtech.com (em inglês). Consultado em 12 de junho de 2025

## Galeria

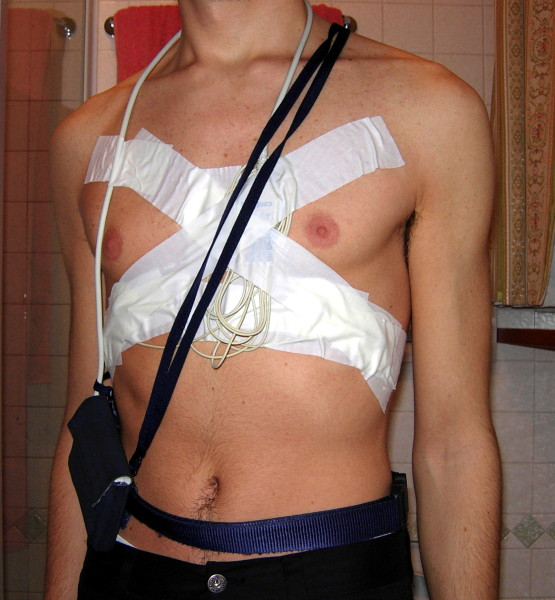
Holter sem Fios QuoreOneUm monitor Holter pode ser utilizado por diversos dias sem causar desconforto significativo.
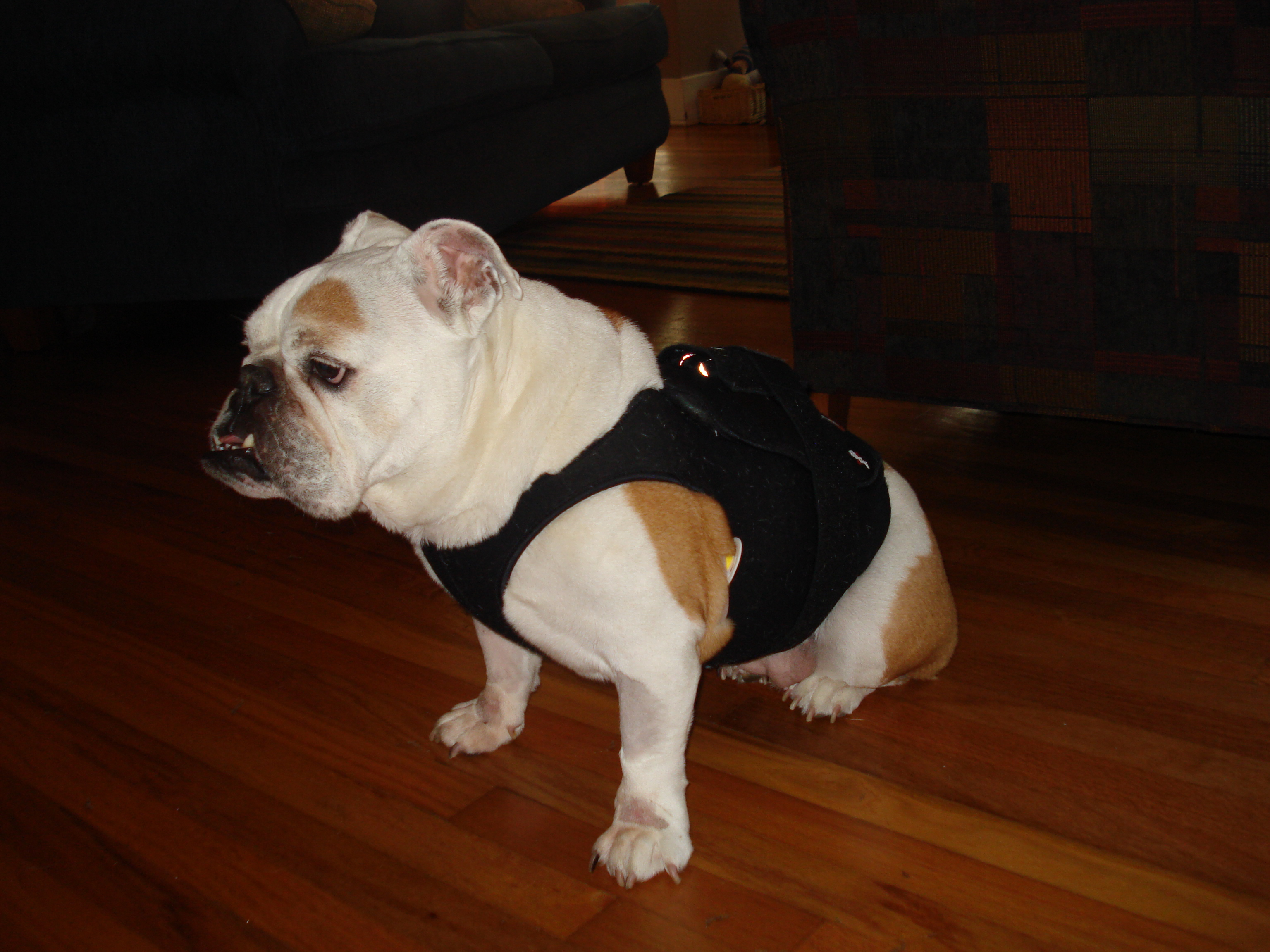
Um monitor Holter canino
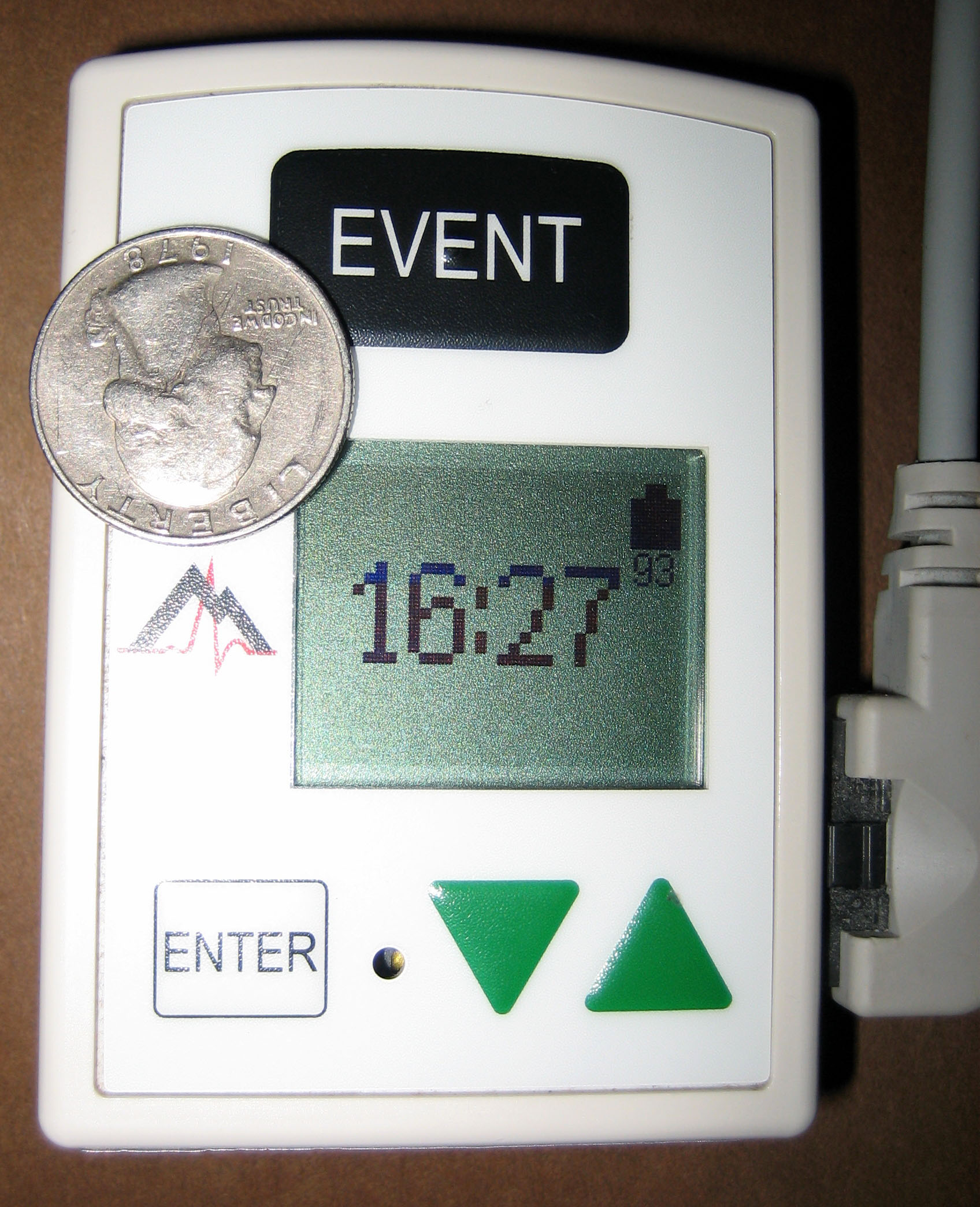
Um monitor Holter com uma moeda de 25 centavos de dólar para comparação de tamanho